# Verkehrssicherungsanhänger

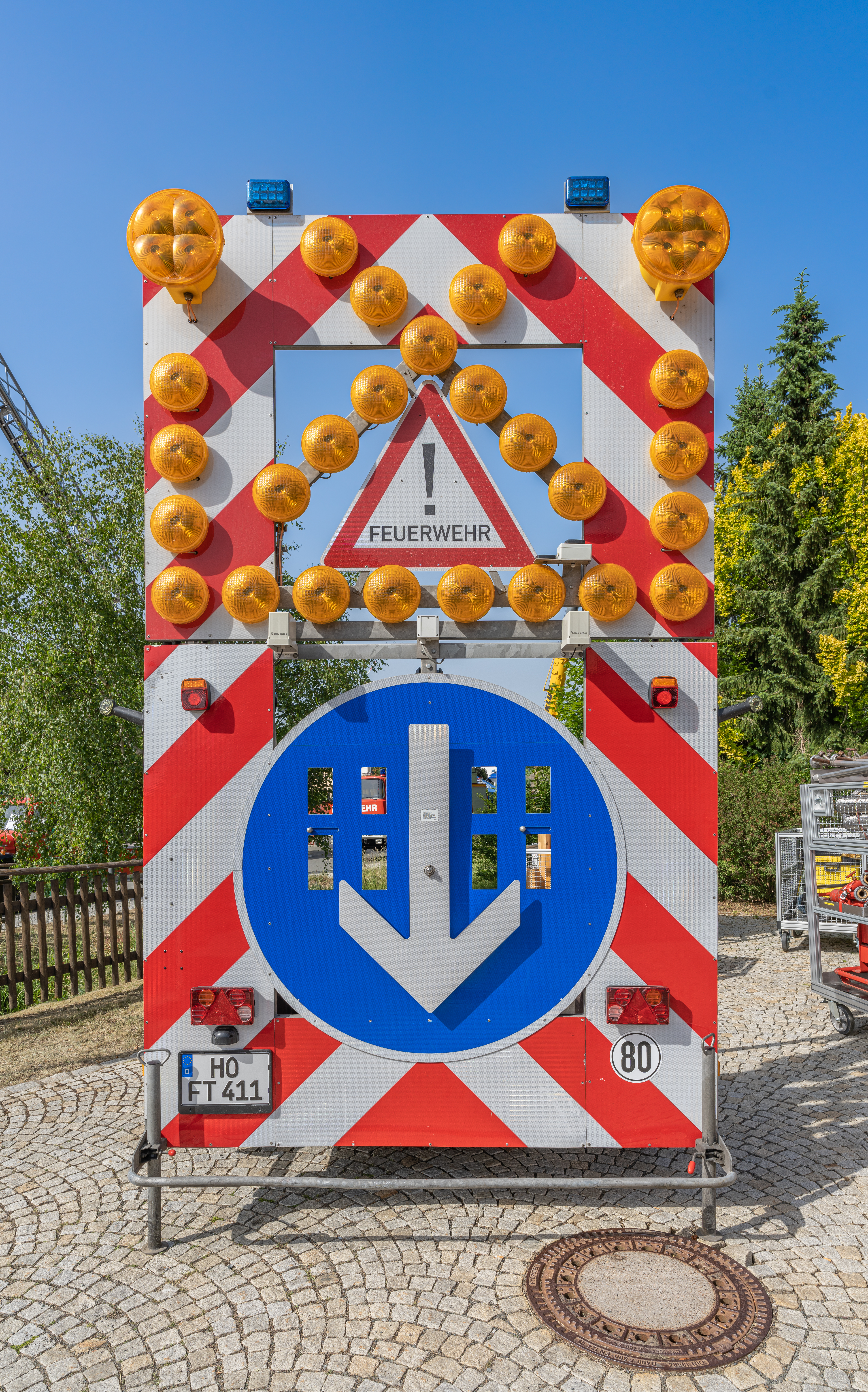
Der VSA der deutschen Feuerwehr (Feuerwehr Trogen)

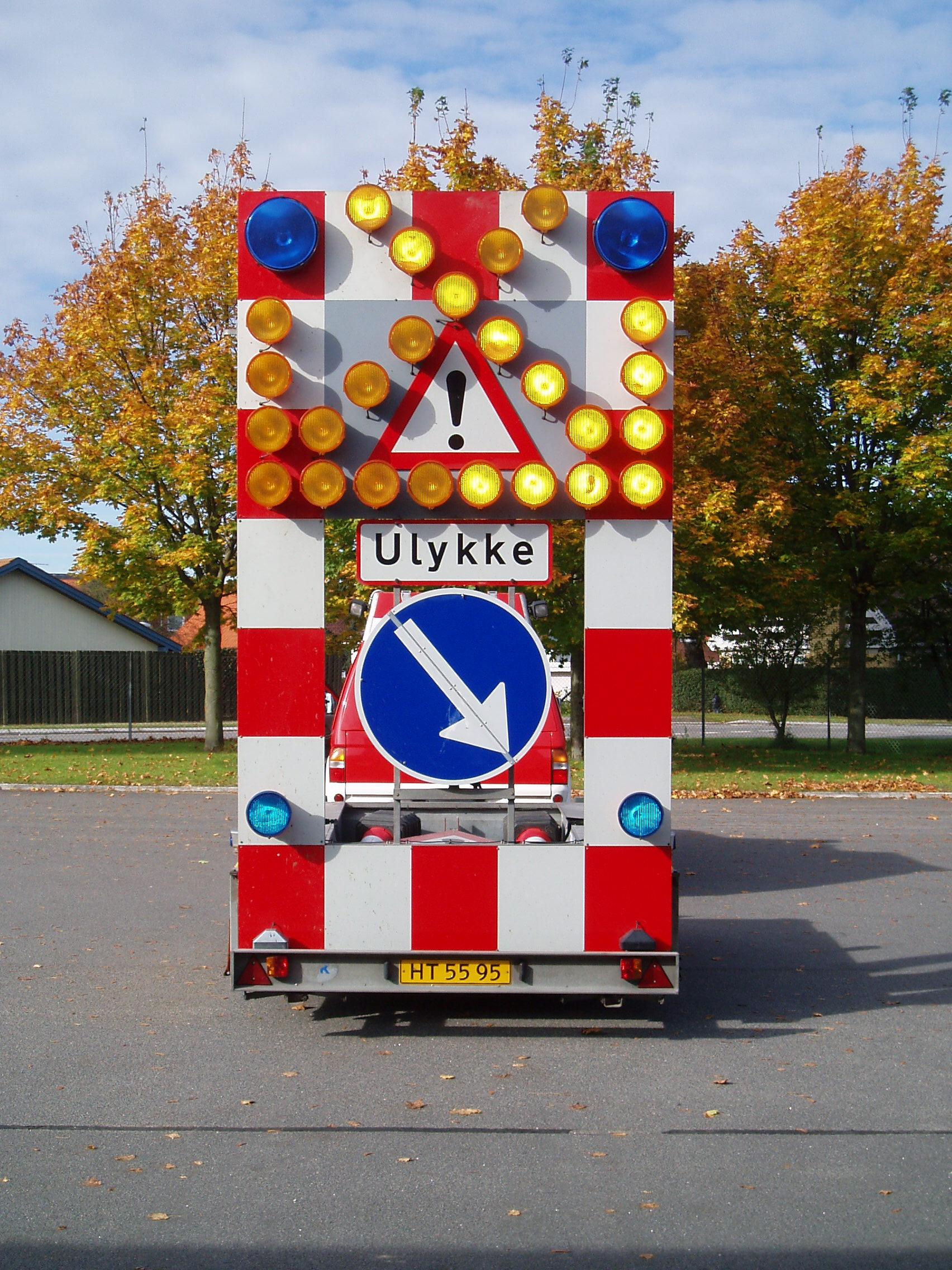
Dänischer Verkehrssicherungsanhänger

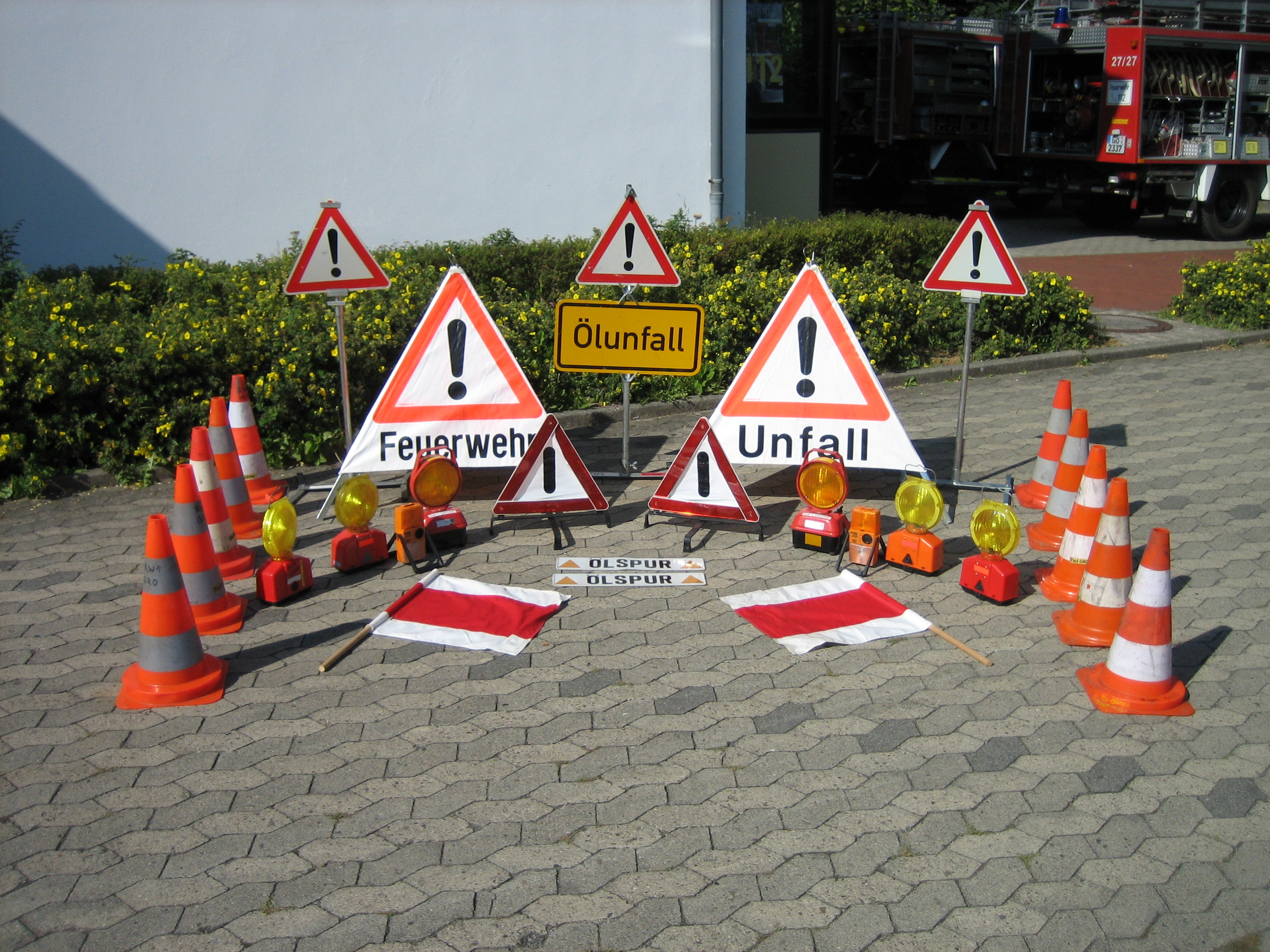
Material zur Verkehrssicherung

Der Verkehrssicherungsanhänger (VSA) ist ein meist einachsiger Anhänger, der für Aufgaben der Verkehrsabsicherung genutzt wird.

## Zweck
Eingesetzt wird ein VSA meist von Autobahnmeistereien und Feuerwehren an mehrspurigen Straßen (zum Beispiel Autobahnen). Zweck ist es, die Verkehrsteilnehmer zu warnen oder den Verkehr umzuleiten oder zu stoppen.

## Aufbau und Ausrüstung
Der VSA führt folglich eine umfangreiche Ausrüstung für die Verkehrsabsicherung mit. Darunter fallen zum Beispiel Verkehrsleitkegel, Leitkegelleuchten, Winkerkellen usw. Hauptaugenmerk des Verkehrssicherungsanhängers ist die große Warneinrichtung am Heck, welche am Einsatzort aufgeklappt werden kann. Da der VSA nur in Verbindung mit anderen Feuerwehrfahrzeugen als Zugfahrzeug einsetzbar ist, verfügt dieser nicht über Funk.

## Normung
Der VSA war bis zum Jahr 2003 nach DIN 14503 genormt (siehe auch Liste der DIN-Normen/DIN 1–49999). Die Nachfolgenormen DIN 14521 und DIN 14962 enthalten lediglich noch Feuerwehr-Anhänger mit Schaum-/Wasser-Werfer (FwA-SWW) bzw. Bootstrailer.
Als einziges Bundesland hat Bayern die alte DIN-Norm im Rahmen einer Technischen Baubeschreibung weiterleben lassen. Folglich werden Verkehrssicherungsanhänger in Bayern nach wie vor für Feuerwehren mit Zugfahrzeug und entsprechenden Fernstraßen in ihren Zuständigkeitsbereich beschafft und bezuschusst.